# 周王镇
周王镇，是中华人民共和国安徽省宣城市宣州区下辖的一个乡镇级行政单位。

## 行政区划
周王镇下辖以下地区：
周王社区、榨门村、绿宝村、红洋村、云峰村、井边村、净蓬村和安徽省宝丰劳教所社区。